# Liste der Wiener Parks und Gartenanlagen/Favoriten
Diese Liste umfasst jene Parks und Gartenanlagen, die sich im 10. Wiener Gemeindebezirk Favoriten befinden und einen Namen tragen:
| Name                                  | Bild | Standort                                | Jahr der Errichtung          | Benannt nach | Fläche in m² | Bauten                                                                               | Kunstobjekte | Naturdenkmäler                                   | Anmerkungen |
| ------------------------------------- | ---- | --------------------------------------- | ---------------------------- | --- | ------------ | ------------------------------------------------------------------------------------ | --- | ------------------------------------------------ | --- |
| Alfred-Böhm-Park                      |      | Absberggasse Koordinaten                | 1998 (Benennung)             | Alfred Böhm | 31.990       |                                                                                      | |                                                  | |
| Alois-Greb-Park                       |      | Quellenstraße Koordinaten               | 1993 (Benennung)             | Alois Greb (1897–1965), Priester und Jugendseelsorger (wirkte an der Notkirche)                                                  | 4.500        |                                                                                      | |                                                  | |
| Arthaberpark                          |      | Arthaberplatz Koordinaten               | 1905                         | Rudolf von Arthaber | 10.000       | ehemaliges Kinderfreibad (1930)                                                      | Arthaberbrunnen (Bach, Schröer, 1906), Gedenkstein zur Gründung des Parks 1904 |                                                  | Brunnen unter Schutz |
| Barankapark-Hellerwiese               |      | Belgradplatz Koordinaten                | 2003 (Benennung)             | Baranka (geb. Maria Huber), Lovara-stämmige Naturheilerin sowie die südlich angrenzende Schokolade- und Zuckerwarenfabrik Heller | 5.120        |                                                                                      | Gedenkstein für NS-Opfer der Lovara, Roma und Sinti (2005) |                                                  | Hieß vor der offiziellen Benennung als Barankapark volkstümlich Hellerwiese |
| Erlachpark                            |      | Erlachplatz Koordinaten                 | 1875 (Benennung des Platzes) | Johann Bernhard Fischer von Erlach                                                                                               | 4.470        |                                                                                      | |                                                  | |
| Eva-und-Otto-Benesch-Park             |      | Enge Lucken Koordinaten                 | 1981 (Benennung)             | Otto Benesch und Eva Benesch, dessen Frau und wissenschaftliche Mitarbeiterin                                                    | 16.000       |                                                                                      | |                                                  | |
| Fortunapark                           |      | Gußriegelstraße Koordinaten             | 1976 (Benennung)             | einem ehemals hier befindlichen Ausflugsgasthaus Zur Fortuna                                                                     | 10.610       |                                                                                      | |                                                  | |
| Helmut-Zilk-Park                      |      | südlich des Hauptbahnhofs Koordinaten   | 2011 (Benennung)             | Helmut Zilk | 70.000       |                                                                                      | |                                                  | teilweise noch im Projektstadium, offizielle Eröffnung des ersten Teils im Juni 2017 |
| Hubert-Blamauer-Park                  |      | Oberlaaer Straße Koordinaten            | 2005                         | Hubert Blamauer (1950–2002), Lehrer und Lokalpolitiker                                                                           | 7.850        |                                                                                      | |                                                  | nach der Errichtung Grundäckerpark (nach einem Flurnamen), die Benennung erfolgte 2006 |
| Johann-Benda-Park                     |      | Nördlich der Südosttangente Koordinaten |                              | Johann Benda (1858–1911), Bäckermeister, Bezirksrat und Wohltäter                                                                | 52.000       |                                                                                      | |                                                  | |
| Kurpark Oberlaa                       |      | Am Laaer Berg Koordinaten               | 1974                         | den Thermen in Oberlaa | 860.000      | Verschiedene Gebäude des Stadtgartenamtes                                            | Sogenanntes Schmerber-Kreuz, Marmorskulptur Torso (Truger), Keramikplastik Zwerg (Schrittwieser), Spielplastik Kletterbaum (Pompe), Spielplastiken Clown und Knödelfresser (Pixner), Abstrakte Kletterplastik (Diener), Meditationsskulptur (Prantl), Stehende Figur (Eder, 1970), Ornamentvorhang (Frötscher, Hahnenkamp, 2008), eine Kopie des Salzburger Papagenobrunnens (Heger, 1974), Marmorskulptur Quellnymphen (Schwaiger), eine Uhrenskulptur sowie einige andere nicht identifizierte Objekte |                                                  | Aus der internationalen Gartenschau WIG 74 hervorgegangen |
| Volkspark Laaerberg                   |      | Ludwig-von-Höhnel-Gasse Koordinaten     | 1959                         | Laaer Berg | 220.000      | Öffentliche WC-Anlage                                                                | Keramikstele Tag und Nacht (Leherb, 1962) |                                                  | |
| Laaer Wald                            |      | Laaer Wald Koordinaten                  | 1982                         | den traditionellen Orten Oberlaa und Unterlaa                                                                                    | 396.000      | Aussichtsplattform am Butterteich                                                    | Traditionelles holzgeschnittenes Tor aus Maramureș (Rumänien), seit 2006 | 60 (mehrere Baumgruppen aus Flaumeichen)         | |
| Laubepark                             |      | Laubeplatz Koordinaten                  | 1905                         | Heinrich Laube | 6.070        | WC-Pavillon (Fa. Beetz, 1904), 2010 in den Jazzpark (Donaustadt, siehe dort) verlegt | Gedenktafel zur Eröffnung |                                                  | |
| Löwygrube                             |      | Löwyweg Koordinaten                     |                              | Jacob Löwy (1859–1942), Ziegelwerksbesitzer                                                                                      | 217.470      |                                                                                      | | 704 (Abbauwand der ehemaligen Rudolfsziegelöfen) | |
| Maria-Rekker-Park                     |      | Favoritenstraße Koordinaten             | 1996 (Benennung)             | Maria Rekker (1902–1991), Bezirksrätin                                                                                           | 2.180        |                                                                                      | |                                                  | |
| Martin-Luther-King-Park               |      | Kundratstraße Koordinaten               | 1984 (Benennung)             | Martin Luther King | 14.530       |                                                                                      | |                                                  | |
| Mundypark                             |      | Mundygasse Koordinaten                  |                              | Jaromír Mundy | 2.910        |                                                                                      | |                                                  | |
| Puchsbaumpark                         |      | Puchsbaumplatz Koordinaten              | 1875 (Benennung des Platzes) | Hans Puchsbaum | 5.700        | Pissoir (Fa. Beetz, 1903)                                                            | |                                                  | Pissoir unter Schutz |
| Tangentenpark                         |      | Quellenstraße Koordinaten               | 2024                         | der Südosttangente | 70.000       |                                                                                      | |                                                  | im Bereich der Tangente, anstelle der „gesperrten Ausfahrt Simmering“ |
| Waldmüllerpark                        |      | Landgutgasse Koordinaten                | 1922                         | Ferdinand Georg Waldmüller | 40.000       | Kindertagesheim (Mayer, 1925)                                                        | ca. 100 Grabdenkmäler im Gräberhain (u. a. von Waldmüller), Ummauerung und Pergola des ehemaligen Friedhofs |                                                  | Anstelle des katholischen Matzleinsdorfer Friedhofes |
| Walter-Kuhn-Park                      |      | Neues Landgut Koordinaten               | 2023                         | Walter Kuhn (1933–2014), ÖAAB-Funktionär und Bezirksvorsteher-Stellvertreter                                                     | 3.000        |                                                                                      | |                                                  | |
| Parkanlage Wielandplatz (Wielandpark) |      | Wielandplatz Koordinaten                | 1874 (Benennung des Platzes) | Christoph Martin Wieland | 4.500        |                                                                                      | |                                                  | umgangssprachlich Wielandpark, auch auf der Erklärungstafel so bezeichnet |
| Erholungsgebiet Wienerberg            |      | Koordinaten                             | 1990                         | Wienerberg | 1.230.000    |                                                                                      | |                                                  | Bis Mitte des 20. Jahrhunderts Gelände der Ziegelfabrik Wienerberger, danach Mülldeponie, ab 1983 in ein Biotop rund um einen Teich umgewandelt. Kein gärtnerisch gepflegter Park. Der größte Teil (ca. 95.000 m²) ist als Geschützter Landschaftsteil ausgewiesen, vgl. Liste der geschützten Landschaftsteile in Wien |